# Sci alpino ai XII Giochi olimpici invernali - Slalom speciale femminile
Tra le competizioni dello sci alpino ai XII Giochi olimpici invernali di Innsbruck 1976 lo slalom speciale femminile si disputò mercoledì 11 febbraio sulla pista di Axamer Lizum di Axams; la tedesca occidentale Rosi Mittermaier vinse la medaglia d'oro, l'italiana Claudia Giordani quella d'argento e la liechtensteinese Hanni Wenzel quella di bronzo, valide anche ai fini dei Campionati mondiali di sci alpino 1976.
Detentrice uscente del titolo era la statunitense Barbara Cochran, che aveva vinto la gara degli XI Giochi olimpici invernali di Sapporo 1972 disputata sul tracciato di Sapporo Teine precedendo le francesi Danièle Debernard (medaglia d'argento) e Florence Steurer (medaglia di bronzo); la campionessa mondiale in carica era la Wenzel, vincitrice a Sankt Moritz 1974 davanti alla francese Michèle Jacot e alla svizzera Lise-Marie Morerod.

## Risultati
| 1  | 5  | Rosi Mittermaier       | Germania Ovest   | 0:46,77 | 2   | 0:43,77 | 1   | 1:30,54 |        |     |     |
| 2  | 1  | Claudia Giordani       | Italia           | 0:46,87 | 4   | 0:44,00 | 2   | 1:30,87 | +0,33  |     |     |
| 3  | 7  | Hanni Wenzel           | Liechtenstein    | 0:47,75 | 6   | 0:44,45 | 3   | 1:32,20 | +1,66  |     |     |
| 4  | 2  | Danièle Debernard      | Francia          | 0:46,86 | 3   | 0:45,38 | 5   | 1:32,24 | +1,70  |     |     |
| 5  | 11 | Pamela Behr            | Germania Ovest   | 0:46,68 | 1   | 0:45,63 | 7   | 1:32,31 | +1,77  |     |     |
| 6  | 8  | Lindy Cochran          | Stati Uniti      | 0:47,96 | 7   | 0:45,28 | 4   | 1:33,24 | +2,70  |     |     |
| 7  | 10 | Christa Zechmeister    | Germania Ovest   | 0:48,20 | 8   | 0:45,52 | 6   | 1:33,72 | +3,18  |     |     |
| 8  | 21 | Wanda Bieler           | Italia           | 0:48,86 | 11  | 0:46,80 | 8   | 1:35,66 | +5,12  |     |     |
| 9  | 20 | Dagmar Kuzmanová       | Cecoslovacchia   | 0:48,62 | 9   | 0:47,08 | 10  | 1:35,70 | +5,16  |     |     |
| 10 | 23 | Mary Seaton            | Stati Uniti      | 0:49,04 | 12  | 0:46,83 | 9   | 1:35,87 | +5,33  |     |     |
| 11 | 19 | Ursula Konzett         | Liechtenstein    | 0:48,82 | 10  | 0:47,53 | 12  | 1:36,35 | +5,81  |     |     |
| 12 | 28 | Bernadette Zurbriggen  | Svizzera         | 0:49,78 | 17  | 0:47,40 | 11  | 1:37,18 | +6,64  |     |     |
| 13 | 6  | Cindy Nelson           | Stati Uniti      | 0:49,52 | 16  | 0:47,81 | 13  | 1:37,33 | +6,79  |     |     |
| 14 | 24 | Laurie Kreiner         | Canada           | 0:50,26 | 20  | 0:49,12 | 15  | 1:39,38 | +8,84  |     |     |
| 15 | 30 | Valentina Iliffe       | Gran Bretagna    | 0:51,65 | 23  | 0:48,49 | 14  | 1:40,14 | +9,60  |     |     |
| 16 | 43 | Steinunn Sæmundsdóttir | Islanda          | 0:53,55 | 24  | 0:51,17 | 16  | 1:44,72 | +14,18 |     |     |
| 17 | 38 | Riitta Ollikka         | Finlandia        | 0:54,23 | 26  | 0:51,39 | 17  | 1:45,62 | +15,08 |     |     |
| 18 | 31 | Fiona Easdale          | Gran Bretagna    | 0:54,12 | 25  | 0:52,88 | 18  | 1:47,00 | +16,46 |     |     |
| 19 | 40 | Sue Gibson             | Nuova Zelanda    | 1:02,59 | 28  | 1:00,94 | 20  | 1:35,87 | +5,33  |     |     |
|    | 4  | Patricia Emonet        | Francia          | 0:47,47 | 5   | DNF     | DNF | DNF     | DNF    | DNF | DNF |
|    | 15 | Betsy Clifford         | Canada           | 0:49,09 | 13  | DNF     | DNF | DNF     | DNF    | DNF | DNF |
|    | 9  | Monika Berwein         | Germania Ovest   | 0:49,17 | 14  | DNF     | DNF | DNF     | DNF    | DNF | DNF |
|    | 26 | Brigitte Totschnig     | Austria          | 0:49,17 | 14  | DNF     | DNF | DNF     | DNF    | DNF | DNF |
|    | 27 | Michèle Jacot          | Francia          | 0:50,00 | 18  | DNF     | DNF | DNF     | DNF    | DNF | DNF |
|    | 16 | Torill Fjeldstad       | Norvegia         | 0:50,11 | 19  | DNF     | DNF | DNF     | DNF    | DNF | DNF |
|    | 29 | Jana Šoltýsová         | Cecoslovacchia   | 0:51,34 | 22  | DNF     | DNF | DNF     | DNF    | DNF | DNF |
|    | 36 | Hazel Hutcheon         | Gran Bretagna    | ?       | 27  | DNF     | DNF | DNF     | DNF    | DNF | DNF |
|    | 25 | Abbi Fisher            | Stati Uniti      | 0:50,34 | 21  | DNS     | DNS | DNS     | DNS    | DNS | DNS |
|    | 35 | Nicola Spieß           | Austria          | ?       | ?   | DNS     | DNS | DNS     | DNS    | DNS | DNS |
|    | 3  | Fabienne Serrat        | Francia          | DNF     | DNF | DNF     | DNF | DNF     | DNF    | DNF | DNF |
|    | 12 | Monika Kaserer         | Austria          | DNF     | DNF | DNF     | DNF | DNF     | DNF    | DNF | DNF |
|    | 13 | Marie-Theres Nadig     | Svizzera         | DNF     | DNF | DNF     | DNF | DNF     | DNF    | DNF | DNF |
|    | 14 | Lise-Marie Morerod     | Svizzera         | DNF     | DNF | DNF     | DNF | DNF     | DNF    | DNF | DNF |
|    | 17 | Wilma Gatta            | Italia           | DNF     | DNF | DNF     | DNF | DNF     | DNF    | DNF | DNF |
|    | 18 | Kathy Kreiner          | Canada           | DNF     | DNF | DNF     | DNF | DNF     | DNF    | DNF | DNF |
|    | 22 | Regina Sackl           | Austria          | DNF     | DNF | DNF     | DNF | DNF     | DNF    | DNF | DNF |
|    | 33 | Sally Rodd             | Australia        | DNF     | DNF | DNF     | DNF | DNF     | DNF    | DNF | DNF |
|    | 34 | Alla Askarova          | Unione Sovietica | DNF     | DNF | DNF     | DNF | DNF     | DNF    | DNF | DNF |
|    | 37 | Paola Hofer            | Italia           | DNF     | DNF | DNF     | DNF | DNF     | DNF    | DNF | DNF |
|    | 39 | Jórunn Viggósdóttir    | Islanda          | DNF     | DNF | DNF     | DNF | DNF     | DNF    | DNF | DNF |
|    | 42 | Joanne Henke           | Australia        | DNF     | DNF | DNF     | DNF | DNF     | DNF    | DNF | DNF |
|    | 32 | Anne Robb              | Gran Bretagna    | DSQ     | DSQ | DSQ     | DSQ | DSQ     | DSQ    | DSQ | DSQ |
|    | 41 | Farida Rahmeh          | Libano           | DNS     | DNS | DNS     | DNS | DNS     | DNS    | DNS | DNS |

Legenda:

DNF = prova non completata

DSQ = squalificata

DNS = non partita

Pos. = posizione

Pett. = pettorale
1ª manche:

Ore: 11.30 (UTC+1)

Pista: Axamer Lizum

Partenza: 1 765 m s.l.m.

Arrivo: 1 610 m s.l.m.

Dislivello: 175 m

Porte: 51

Tracciatore: Heinz Dietrich (Austria)
2ª manche:

Ore: 13.00 (UTC+1)

Pista: Axamer Lizum

Partenza: 1 765 m s.l.m.

Arrivo: 1 610 m s.l.m.

Dislivello: 175 m

Porte: 50

Tracciatore: Jacques Fourno (Francia)